# Black Sea (XTC)
Black Sea è il quarto album del gruppo inglese XTC, pubblicato nel 1980 dalla Virgin Records.

## Il disco
Quarto disco della band di Swindon, pubblicato il 12 settembre 1980. Raggiunge il 16º posto nelle classifiche inglesi, il 41° in quelle statunitensi (Billboard Hot 100 album chart) e il primo posto in quelle neozelandesi.

Registrato tra giugno e luglio 1980 negli studi Town House di Londra con il produttore Steve Lillywhite e l'ingegnere del suono Hugh Padgham.

La prima versione originale inglese e alcune di altri paesi era contenuta in una busta di carta verde con il logo XTC BLACK SEA stampato in caratteri neri: in Canada la busta era nera con le scritte bianche. Alcune copie senza la busta esterna prevedono il titolo e il nome della band stampato in alto a destra della copertina. Copie messicane prevedono un adesivo applicato alla copertina per specificare titolo e nome del gruppo.

Con l'avvento del CD il disco viene ripubblicato con l'aggiunta di tre brani tratti dai singoli. Nel 2001 il CD è rimasterizzato a 24 bit con gli stessi brani ma con un differente ordine di esecuzione (i brani aggiuntivi sono spostati alla fine del CD).

## Curiosità
Il suono gracchiante dell'introduzione di Respectable Street è tratto da una copia rovinata del terzo disco di Peter Gabriel, al quale ha partecipato Dave Gregory.

La voce udibile in No Language in Our Lungs è quella del giornalista televisivo inglese Alan Whicker ed è tratta dal programma documentaristico della televisione inglese Whicker's World.

Brani scritti, provati e/o registrati durante le sessioni per Black Sea includono:
- Jump the Gap di Partridge (mai pubblicato, elaborato poi in Travels in Nihilon);
- Monkeys in Human Skin Suits di Partridge (mai pubblicato);
- Pretty Pretty Two Face di Partridge (mai pubblicato);
- The Broke the Circle (anche intitolato Day in the Box) di Partridge (mai pubblicato);
- Spy in Space di Partridge (mai pubblicato, diventa poi Living through Another Cuba);
- Walking to Work di Partridge (mai pubblicato);
- una versione più lenta di Towers of London (registrata negli studi PolyGram; pubblicata su Coat of Many Cupboards);
- una versione dub di Living through Another Cuba;
- Don't Lose Your Temper (lato B del singolo di Generals and Majors);
- Smokeless Zone di Moulding (nella versione doppia del singolo di Generals and Majors);
- The Somnambulist di Partridge (lato B di Smokeless Zone);
- Ban the Bomb di Moulding (mai pubblicato);
- I Overheard di Moulding (mai pubblicato).

Anche Take This Town, scritta da Partridge espressamente per il film Times Square, è stata registrata durante le sedute di registrazione di Black Sea, e pubblicata come singolo.

## Tracce
Lato A
1. Respectable Street (Andy Partridge) - 3:37
2. Generals and Majors (Colin Moulding) - 4:04
3. Living through Another Cuba (Partridge) - 4:44
4. Love at First Sight (Moulding) - 3:06
5. Rocket from a Bottle (Partridge) - 3:30
6. No Language in Our Lungs (Partridge) - 4:52

Lato B
1. Towers of London (Partridge) - 5:24
2. Paper and Iron (Notes and Coins) (Partridge) - 4:14
3. Burning with Optimism's Flames (Partridge) - 4:15
4. Sgt. Rock (Is Going to Help Me) (Partridge) - 3:56
5. Travels in Nihilon (Partridge) - 6:56

CD bonus tracks
1. Smokeless Zone (Moulding) - 3:53
2. Don't Lose Your Temper (Partridge) - 2:37
3. The Somnambulist (Partridge) - 4:37

## Formazione
- Andy Partridge - chitarra, voce e sintetizzatore
- Colin Moulding - basso e voce
- Dave Gregory - chitarra, tastiere e cori
- Terry Chambers - batteria, percussioni e cori